# Барабановка (Янаульський район)
Бараба́новка (рос. Барабановка, башк. Барабановка) — село у складі Янаульського району Башкортостану, Росія. Входить до складу Сандугачівської сільської ради.
Населення — 373 особи (2010; 405 у 2002).
Національний склад:
- удмурти — 96 %